# Acuticauda solidaginifoliae
Acuticauda solidaginifoliae är en insektsart som först beskrevs av Williams, T.A. 1911.  Acuticauda solidaginifoliae ingår i släktet Acuticauda och familjen långrörsbladlöss. Inga underarter finns listade i Catalogue of Life.